# Slottet i Falaise

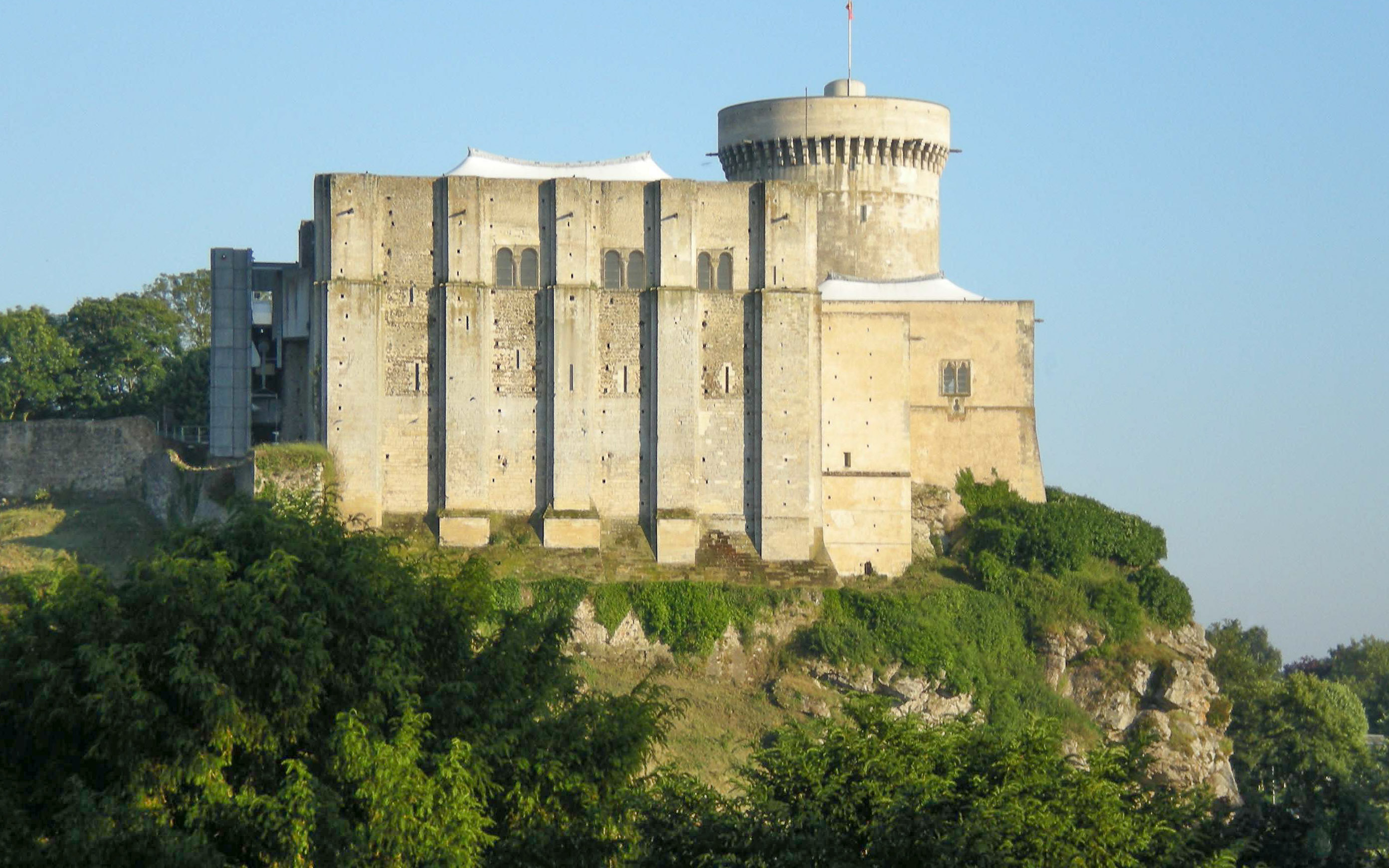

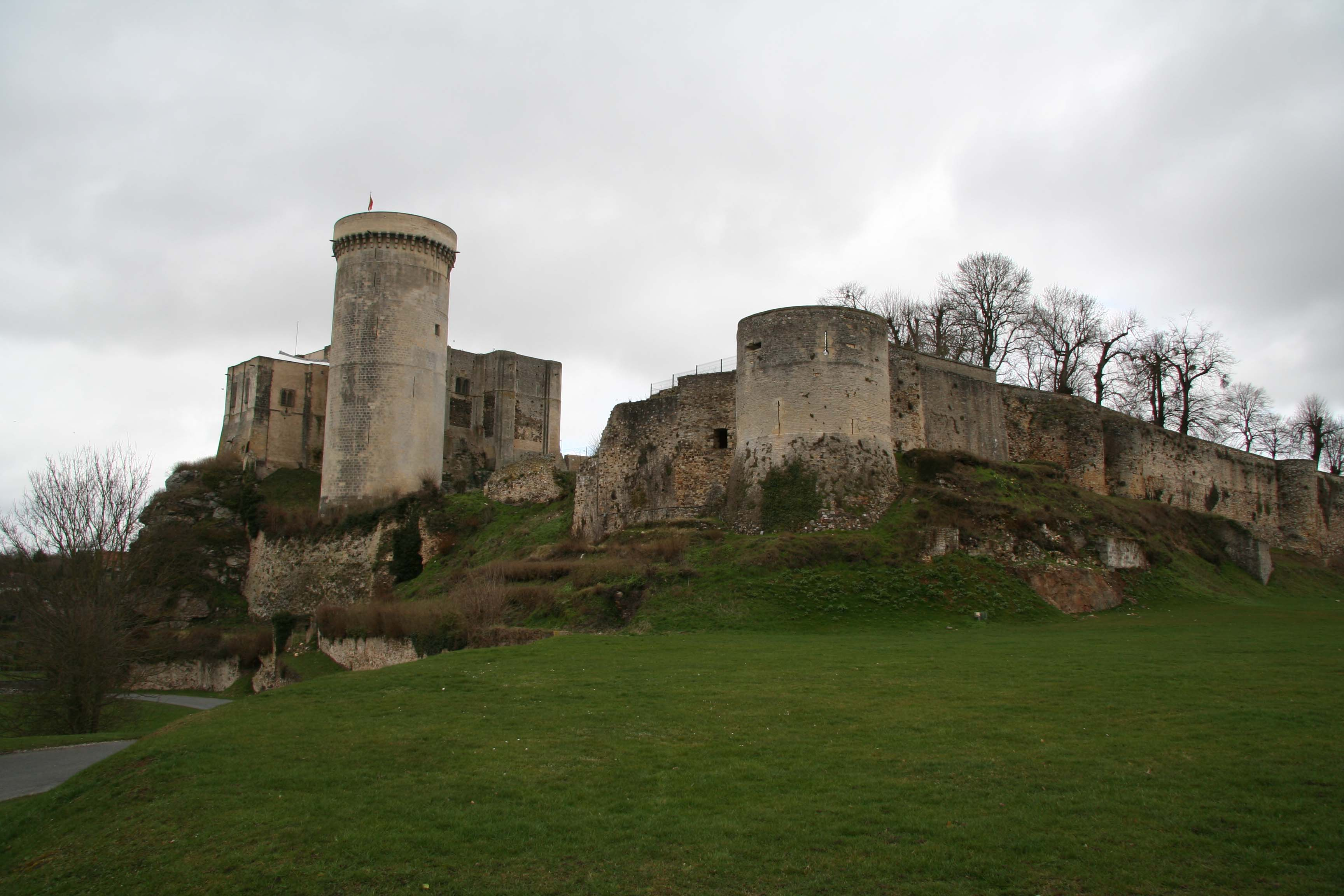
Slottet i Falaise

Slottet i Falaise (franska: Château de Falaise) ligger i södra delen av kommunen med samma namn i departementet Calvados i Frankrike.
Falaise var Vilhelm Erövrarens födelsestad, den förste normandiske kungen i England. Slottet från 1100-talet, som blickar ut över staden från en brant sluttning, var tidigare säte för de normandiska hertigarna. 
Slottet började att byggas på 1100-talet av Henrik I av England, med det stora tornet, Grand donjon. Senare byggdes det lilla tornet, Petit donjon.
På 1200-talet efter att Filip II August hade erövrat Normandie, så beordrade han byggandet av Talbottornet (Tour Talbot). Det är ett stort runt torn av samma typ som byggdes på slotten i Montlhéry, Chinon och Gisors.
Slottet bytte ägare flera gånger under Hundraårskriget. Det övergavs under 1600-talet och utsattes för bombning under andra världskriget i striderna vid Falaisefickan 1944.
Under 1990-talet restaurerades slottet av Monument historique.